# Metroul din Copenhaga

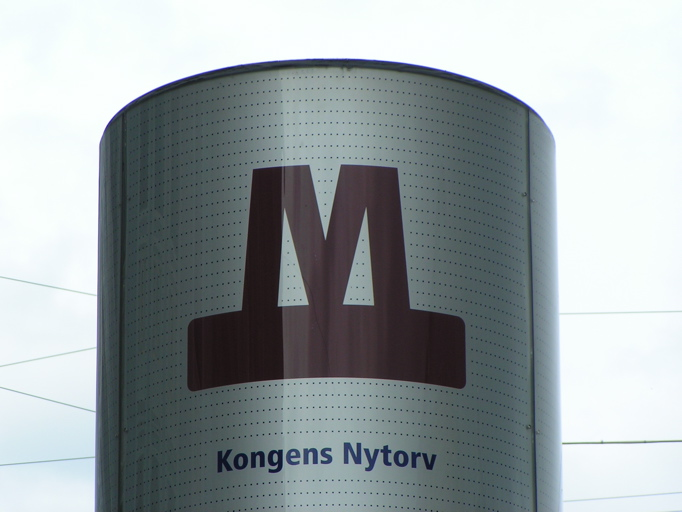
Coloană de identificare şi informare în faţa staţiei Kongens Nytorv

Metroul din Copenhaga (numit doar Metro în daneză) este sistemul de metrou al capitalei daneze, Copenhaga. Sistemul a fost deschis în 2002 și are două linii și 17 stații. Rețeaua este furnizată de Metro Services A/S și proprietatea companiei Ørestadsselskabet.
Trenurile de metrou sunt automatizate și nu au șofer, folosind un sistem numit "Automatic Train Control".

## Rețea

Reţeaua metroului din Copenhaga

Metroul este compus din două linii, M1 și M2. Acestea au o secțiune comună de 7,69 kilometri de la Vanløse la Christianshavn, unde se împart în două linii: M1 urmează linia Ørestad către Vestamager, în timp ce M2 urmează linia Østamager spre aeroport. Metroul are o lungime totală de 20,4 kilometri,  și 22 de stații, dintre care 9 se află pe secțiunea partajată de ambele linii. M1 are o lungime de 13,9 kilometri și servește 15 stații, în timp ce M2 are o lungime de 14,2 kilometri și servește 16 stații. Aproximativ 10 km de linii și 9 stații se află în tunel, situat la 20-30 m sub nivelul solului. Restul secțiunilor se află pe rampe, viaducte sau la nivelul solului.
| Linie | Culoare | Rută                     | Deschisă | Lungime | Stații |
| ----- | ------- | ------------------------ | -------- | ------- | ------ |
| M1    | Verde   | Vanløse – Vestamager     | 2002     | 14,3 km | 15     |
| M2    | Galben  | Vanløse – Lergravsparken | 2002     | 10,2 km | 11     |

## Stații

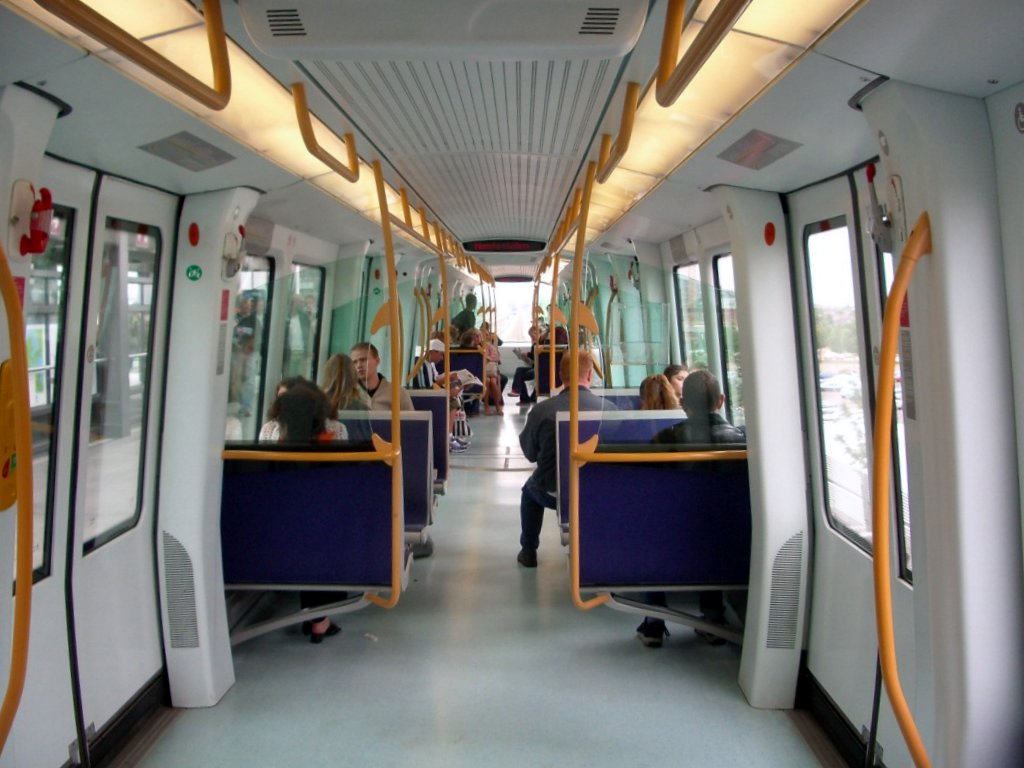
Interiorul unui tren de metrou

Sistemul are 17 stații, dintre care nouă sunt subterane și opt sunt supraterane. Design-ul stațiilor a fost realizat de compania italiană Giugiaro Design și pot fi recunoscute prin coloană de informație, 5 metri în înălțime, care este plasată în fața fiecărei stații. Toate stațiile au o lungime de 60 m și o lățime de 20 m, cu excepția stației Nørreport, care are 80 m lungime. De asemenea, toate stațiile au puncte de acces telefonic cu Centrul de Control al Metroului, folosite  pentru informație sau în caz de urgență. Stațiile, platformele și șinele sunt realizate în așa fel că persoanele în scaun cu rotile pot folosi sistemul fără ajutor extern. Pentru siguranța călătorilor, stațiile subterane au uși de sticlă între șine și platformă. Aceste uși se deschid doar când vine trenul în stație, nepermițând accesul la șine în alt timp. Stațiile supraterane nu au uși de sticlă, dar au senzori care detectează obstacole pe șine. În aceste cazuri, trenurile sunt automat oprite.